# Движение за демокрация в Чад
Движението за демокрация в Чад (на френски: Rassemblement national pour la démocratie au Tchad - le Réveil) е чадска политическа партия. Партията е умерена опозиция на управляващата партия патриотично движение за спасение.
На парламентарните избори от 21 април 2002 партията печели 1 от 155 места в парламента. На президентските избори от 2006 кандидата издигнат от движението за демокрация в Чад печели 7,82% от гласовете.